# Meister des Willem van Bibaut

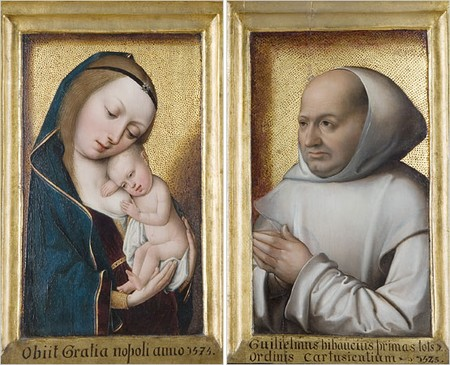
Die Jungfrau Maria mit Jesuskind und dem Porträt Willem van Bibauts

Als Meister des Willem van Bibaut wird ein Maler bezeichnet, der im 16. Jahrhundert wahrscheinlich in Frankreich oder den Niederlanden tätig war. Der namentlich nicht bekannte Künstler erhielt seinen Notnamen nach dem von ihm im Jahr 1523 gemalten Stifterporträt des Kartäusers Willem van Bibaut, einem Tafelbild. Die lateinische Inschrift auf dem Rahmen des Bildes Guilelmus bibaucis primas tot [ius] Ordinis Carthusiemum 1523 bezeichnet ihn weiter als Prior. Willem wurde 1521 Prior der Grand Chartreuse, des Mutterklosters der Kartäuser, vermutlich entstand das Bild aus diesem Anlass und sein Maler könnte weiter aus der Gegend um Grenoble stammen.
Das auf Holz gemalte Porträt Willems ist ein Teil eines kleinformatigen zweiflügeligen Andachtsbildes. Der andere Teil dieses Diptychons stellt eine Muttergottes mit Kind dar. Beim Vergleich des Materials und der Malweise der beiden Bilder konnte jedoch festgestellt werden, dass der Meister des Willem van Bibaut aller Wahrscheinlichkeit nicht der Maler dieses Marienbildes war. Wahrscheinlich entstand es etwa fünfzig Jahre früher in Brüssel.
Die kunsthistorische Untersuchung des Diptychons mit dem Bild des Meister des Willem van Bibaut gibt interessante Einblicke in die Gedankenwelt seiner Entstehungszeit. So wird Willem durch die Verbindung  der beiden Bilder in Betrachtung und Andacht vor der Madonna gezeigt, die zärtlich ihr Kind im Arm trägt. Der Stifter betrachtet den sehr persönlichen Augenblick ganz aus der Nähe. Die Kombination von Heiligenbild und Porträt ist typisch für die zweiflügeligen Andachtsbilder seiner Art und Epoche, vor allem in den Niederlanden aber auch in Teilen des nördlichen Frankreichs fanden solche Bilder im Zuge des Aufkommens einer neuen Form der persönlichen Andacht, der Devotio moderna, starke Verbreitung.
Wenn auch im Spätmittelalter Stifter auf Bildern und dort manchmal mit ihren prachtvollen Wappen zu sehen sind, so werden sie doch meist in einiger erhabenen Entfernung vom heiligen Geschehen und oft in Gegenwart eines Heiligen gezeigt. Willem dagegen steht nicht nur dem Geschehen nahe, auf der Rückseite (Verso) seines Porträts sind weiter die fünf Wunden Christi dargestellt, denen Willem nach Urkunden besondere Verehrung zukommen ließ.